# Dansk frugtvin
Dansk frugtvin er en dansk dokumentarfilm fra 1953.

## Handling
En gennemgang af produktionen af frugtvin på Fyens Vin Kompagni i Odense i 1953: Frugten knuses og saften udpresses. Saften pumpes til gærkælderen, hvor sukker og gærkultur tilsættes. Efter et halvt års gæring af mosten på fade, blandes mange forskellige slags most i sammenstikningskælderen. Mere sukker tilsættes, og mostblandingen opvarmes og afkøles derefter igen. Vinen lagres på tønder, hvorfra kyperen jævnligt tager prøver. Når lagringen er forbi, tappes vinen på flasker.